# Hanníbal Barca
|  | Per a altres significats, vegeu «Hanníbal (desambiguació)». |

Hanníbal Barca (247 aC – 182 aC) fou un polític i capitost de l'antic Imperi Cartaginès.
La seva vida va transcórrer en el conflictiu període en què Roma va establir la seva supremacia a la conca mediterrània, en perjudici d'altres potències com la pròpia República cartaginesa, el Macedònia, Siracusa i l'Imperi selèucida. Va ser el general més actiu de la Segona Guerra Púnica, en la qual va dur a terme una de les gestes militars més audaços de la Antiguitat: comandà un exèrcit en el qual s'incloïen trenta-vuit elefants de guerra, van partir d'Hispània i van travessar penosament els Pirineus i els Alps fins a arribar al nord d'Itàlia per a combatre els romans. Aquesta aventura li va costar la pèrdua de l'ull dret. Allí va derrotar els romans en grans batalles campals com la del riu Trebia, la del llac Trasimè o la de Cannas, que encara s'estudia a acadèmies militars en l'actualitat. Malgrat el seu brillant moviment, Hanníbal no va arribar a entrar a Roma. Hi ha diverses opinions entre els historiadors que van des de mancances materials d'Hanníbal en màquines de setge a consideracions polítiques que defensen que la intenció d'Hanníbal no era prendre Roma, sinó obligar-la a rendir-se. No obstant això, Hanníbal va aconseguir mantenir un exèrcit a Itàlia durant més d'una dècada, tot i rebre pocs reforços. Després de la invasió d'Àfrica per part de Escipió l'Africà, el Senat púnic el va cridar de tornada a Cartago, on va ser finalment derrotat per Escipió en la batalla de Zama.
Acabada la guerra contra Roma, va entrar a la vida pública cartaginesa. Es va enfrontar a l'oligarquia dirigent que el va acusar davant els romans d'estar en tractes amb el selèucida Antíoc III el Gran, per la qual cosa va haver d'exiliar-se l'any 195. Va passar al servei d'aquest últim monarca, a les ordres del qual es va enfrontar de nou a la República romana en la batalla de l'Eurimedont, on va ser derrotat. Una vegada més fugit, es va refugiar a la cort de Prúsies I, rei de Bitínia. Els romans van exigir al bitini que lliurés al cartaginès, i el rei va accedir-hi. No obstant, abans de ser capturat, Hanníbal va preferir suïcidar-se.

## Continuació de l'expansionisme púnic

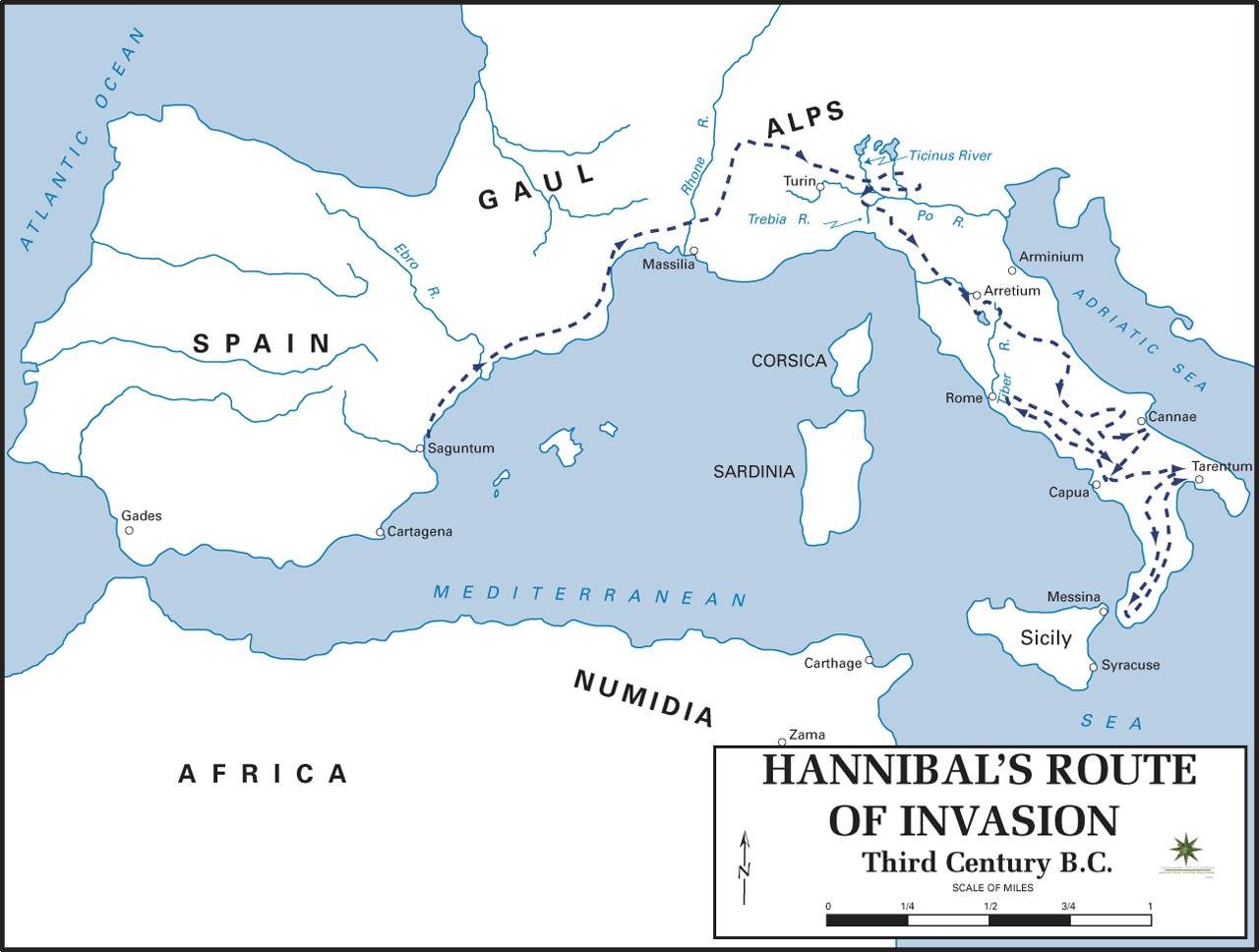
El camí seguit per Hanníbal (en anglès).

L'any 221 aC, Hasdrúbal morí assassinat a Cartago Nova, i el seu cunyat Hanníbal el succeí en el comandament de l'exèrcit cartaginès malgrat l'oposició de Hannó (ric aristòcrata cartaginès). Hanníbal era, aleshores, un jove de vint-i-cinc anys que sentia una profunda animadversió contra els romans, heretada de son pare Hamílcar Barca que, a l'edat de nou anys, li havia fet jurar que professaria un odi etern envers Roma. Abans de morir, Hàsdrubal havia fet progressar el territori controlat pels púnics de Cartagena fins al cap de la Nau (a Xàbia), però Hanníbal considerava que calia seguir ampliant-lo cap al nord.
A la llum del tractat romanocartaginès de l'any 226 aC, aquesta possibilitat era legítima, però sempre a condició que els cartaginesos no travessessin el riu Ebre. No obstant això, en la pràctica, hi havia un enutjós obstacle en el procés d'expansió: la ciutat d'Arse (Sagunt).
La correlació d'aliances a Sagunt i el seu rerepaís era la següent: d'una banda, Sagunt s'havia mostrat com una ciutat conflictiva per la seva divisió interna en dues faccions: la procartaginesa i la proromana, que acabà imposant-se sobre la contrària. D'altra banda, la tribu dels turboletes, veïna i alhora adversària de Sagunt, era lleial a Cartago.

## La presa de Sagunt
Hanníbal assetjà Sagunt i la ciutat demanà ajuda a Roma, que es limità a exigir a Hanníbal que retirés el seu exèrcit. Després de vuit mesos de setge, Sagunt finalment caigué (219 aC). Roma, immediatament, declarà la guerra a Cartago. És el començament de la segona contesa bèl·lica entre romans i cartaginesos. El pretext, segons Hanníbal, per assetjar la ciutat va ser que havia d'alliberar de la pes que no protegien ni els permetien comerciar amb les poblacions cartagineses. Els romans no varen intentar reconquerir la ciutat fins molts anys més tard. Aquesta batalla està molt ben documentada i permet descobrir les tècniques d'assetjament en l'edat antiga. Vegeu l'article Guerres púniques.

## El final d'Hanníbal

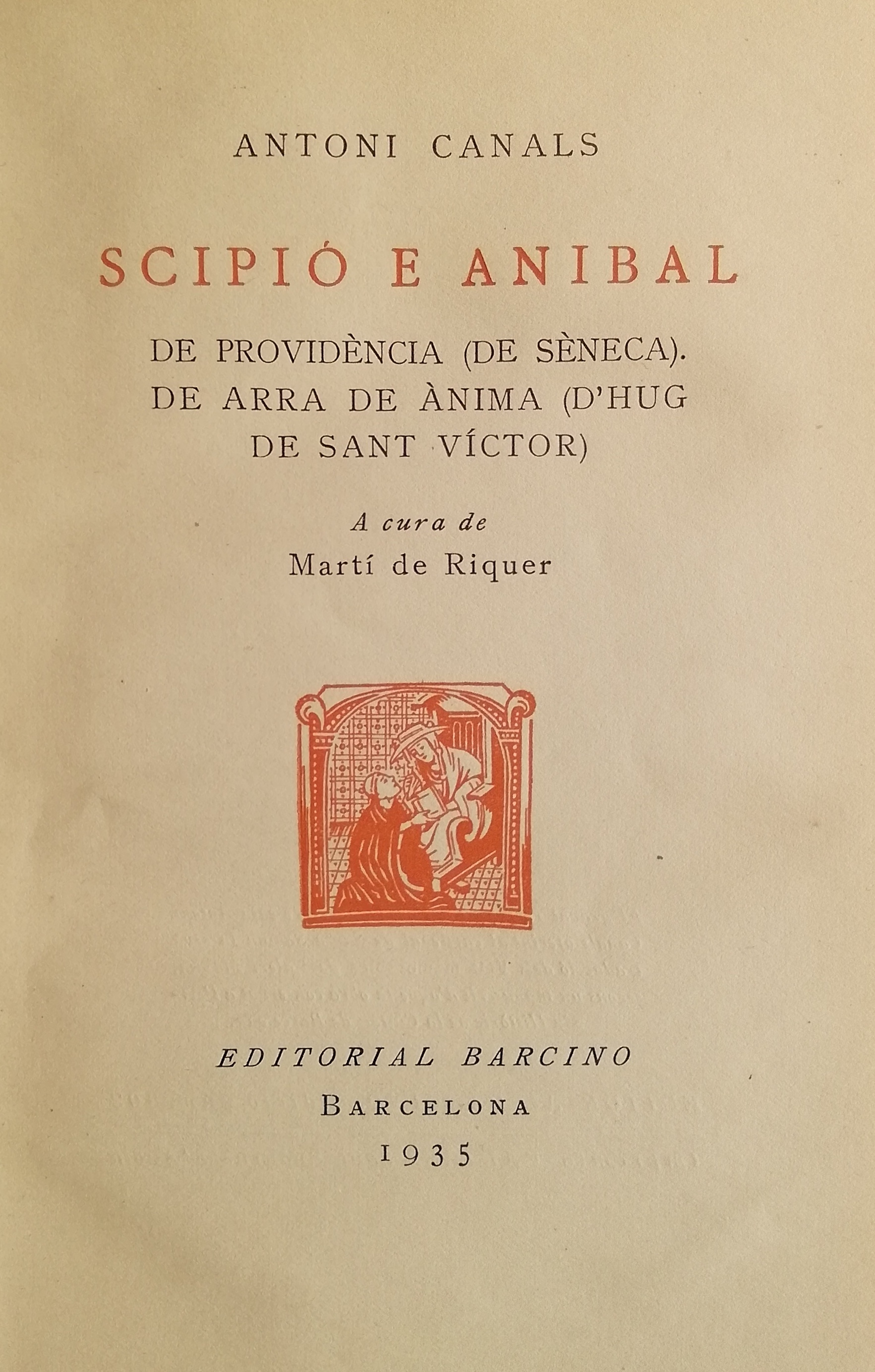
Hanníbal apareix a l'obra Africa de Petrarca. Traducció catalana feta cap a l'any 1400 pel frare Antoni Canals. Edició publicada a Barcelona l'any 1935 per l'Editorial Barcino

Hanníbal es veié obligat a anar a ajudar Cartago; tot i que aquesta no li volgué enviar tropes per acabar amb Roma, va combatre a la plana de Zama, però en perdre la batalla de Zama (202 aC) a mans d'Escipió, Hanníbal fou obligat a signar la pau amb Roma. Un cop instal·lat a Cartago, participà activament en política al capdavant del partit democràtic, i es feu nomenar sufet, un càrrec equivalent al de cònsol romà.
Set anys després de la desfeta de Zama, Cartago s'havia recuperat del desastre i gaudia d'una prosperitat extraordinària, que Roma observava recelosa. L'arribada d'uns ambaixadors romans a Cartago provocà en l'ànim d'Hanníbal el temor que haguessin vingut per agafar-lo pres. Aleshores, s'exilià en secret i s'establí a la cort d'Antíoc III en Efes, on aquest decidia quines mesures prendria contra els romans. on intentà aixecar una revolta contra Roma. Mani Acili Glabrió derrotà en la batalla de les Termòpiles en 191 aC i els romans sota el comandament de Luci Corneli Escipió Asiàtic el Vell van perseguir Antíoc III al llarg de tot el mar Egeu. Les flotes combinades de Roma i Rodes van derrotar a la flota de l'Imperi Selèucida comandada per Hanníbal Barca en les batalles d'Eurimedont i Mionessos. Després d'alguns enfrontaments a Àsia Menor, els selèucides van combatre els exèrcits de Roma i de Pèrgam en la batalla de Magnèsia. Les forces combinades de Roma i Pèrgam van obtenir la victòria i Antíoc es va veure obligat a retirar-se.
Hanníbal es refugià a la cort del rei Prúsies I de Bitínia, però els romans el reclamaren novament. Amenaçat, trià suïcidar-se amb verí per no ser capturat. Era l'any 183 aC.

## La llegenda sobre el naixement d'Hanníbal
Sembla que, per un error de transcripció, o d'interpretació, d'un text original de Plini el Vell es va convertir parva Hannibalis ("l'illa petita d'Hanníbal", possiblement l'illa dels Conills) en "patria Hannibalis", la qual cosa va portar al fet que Hanníbal fos nomenat fill il·lustre de Palma. Juli Verne, a la novel·la Clovis Dardentor (1895), fa esment d'aquesta llegenda durant l'estada a Palma dels protagonistes.

## Obres inspirades en Hanníbal

### Literatura
| Any     | Llibre | Autor                | Notes |
| ------- | --- | -------------------- | --- |
| 2006    | Drifters | Kota Hirano          | Manga editat per Shōnen Gahōsha. |
| 2006    | Forged By Lightning: A Novel of Hannibal and Scipio - (Forjat pel llamp: Una novel·la sobre Aníbal i Escipió) | Angela Render        | Novel·la editada por Lulu Press, ISBN 1-4116-8002-2. |
| 2006    | Pride of Carthage - (L'orgull de Cartago)                                                                     | David Anthony Durham | Novel·la anglòfona editada per Anchor, ISBN 0-385-72249-4.. |
| 2005    | The Sword of Hannibal- (L'espasa d'Hanníbal)                                                                  | Terry McCarthy       | Novel·la anglòfona editada per Hachette Book Group USA ISBN 0-446-61517-X. |
| 2001    | Aníbal: la novela de Cartago - (Hanníbal: la novel·la de Cartago)                                             | Gisbert Haefs        | Novel·la histórica editada per EDHASA, ISBN 978-84-350-1666-7 |
| 1999    | Les Colosses de Carthage - (Els colossos de Cartago)                                                          | Michel Peyramaure    | Novel·la francòfona editada per Pocket ISBN 2-266-09198-0. |
| 1998    | Scipio Africanus: The Man Who Defeated Hannibal - (Escipió l'Africà: L'home que va derrotar a Hanníbal)       | Ross Leckie          | Novel·la anglòfona editada per Regnery Pub ISBN 0-89526-412-9. |
| 1996    | A Spy for Hannibal: A Novel of Carthage - (Un espia per a Hanníbal: Una novel·la de Cartago)                  | Elisabeth Craft      | Novel·la anglòfona editada per Bartleby Press, ISBN 0-910155-33-X. |
| 1996    | Hannibal: A Novel - (Hanníbal: Una novel·la)                                                                  | Ross Leckie          | Aquesta obra és la font més important d'Hannibal the Conqueror estrenada el 2008 (ISBN 0-89526-443-9). D'altra banda, al no ajustar-se a la realitat històrica, aquest llibre és poc fiable. És igualment el primer tom pel que comença la trilogia que continua amb Scipio, a Novel el 1999 (ISBN 0-349-11434-X) i acaba amb Carthage el 2001 (ISBN 0-349-11434-X). |
| 1988    | Yo, Aníbal - (Jo, Hanníbal)                                                                                   | Juan Eslava Galán    | Novel·la històrica en la que Hanníbal Barca recorda la seva vida abans de suïcidar-se. (ISBN 9788432044953) |
| 1862    | Salambó | Gustave Flaubert     | Novel·la històrica que es desenvolupa en el marc de la ciutat de Cartago. Hanníbal es per aquesta època un home jove. |
| 1721    | Els viatges de Gulliver                                                                                       | Jonathan Swift       | Novel·la satírica. |
| c. 1300 | La Divina Comèdia                                                                                             | Dante Alighieri      | Poesia èpica i religiosa. |

### Filmografia
| Any  | Pel·lícula                                                                | Notes |
| ---- | ------------------------------------------------------------------------- | --- |
| 2006 | Hannibal – Rome's Worst Nightmare - (Hanníbal - El pitjor malson de Roma) | Telefilm en anglès realitzat per la BBC amb Alexander Siddig en el paper d'Hanníbal.                                                                    |
| 2005 | Hannibal V Rome - (Hanníbal contra Roma)                                  | Documental televisiu realitzat por Richard Bedser i difós per la National Geographic Channel amb Tamer Hassan en el paper d'Hanníbal.                   |
| 2005 | The True Story of Hannibal - (La veritable història d'Hanníbal)           | Documental televisiu realitzat per Mark Hufnail con Benjamin Maccabee en el paper d'Hanníbal.                                                           |
| 2001 | Hannibal: The Man Who Hated Rome - (Hanníbal: L'home que odiava Roma)     | Telefilm britànic realitzat per Patrick Fleming. |
| 1997 | The Great Battles of Hannibal - (Les grans batalles d'Hanníbal)           | Documental britànico. |
| 1959 | Annibale - (Hanníbal)                                                     | Pel·lícula italiana correalitzada per Edgar George Ulmer i Carlo Ludovico Bragaglia amb Victor Mature en el paper d'Hanníbal.                           |
| 1955 | Jupiter's Darling (L'amant de Júpiter)                                    | Realitzada per George Sidney amb Howard Keel en el paper d'Hanníbal. No obstant, el personatge d'Hanníbal té una paper secundari en aquesta pel·lícula. |
| 1937 | Scipione l'africano(Escipió l'Africà)                                     | Pel·lícula italiana. |
| 1914 | Cabiria                                                                   | Pel·lícula muda realitzada per Giovanni Pastrone amb Emilio Vardannes en el paper d'Aníbal.                                                             |

### Música i videojocs
- En Les Troyens, òpera de 1858 en cinc actes d'Hector Berlioz, el personatge d'Hanníbal apareix en una visió de Dido, just abans que ella mori.
- Hanníbal apareix como líder dels cartaginesos en els videojocs Civilization IV, Imperivm II, Age of Empires i Total War: Rome II.